# Historiografia grega

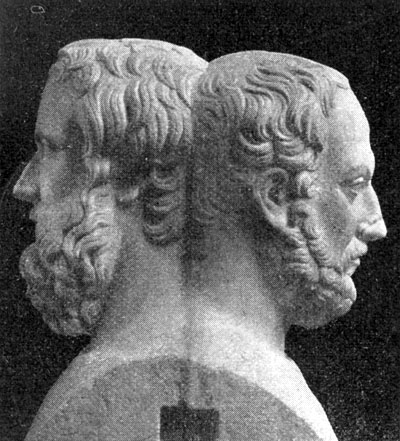
Heròdot, «pare de la historiografia», i Tucídides, «pare del rigor històric».

Per historiografia grega s'entén l'escriptura de professionals de la història sobre l'antiga Grècia, que comença al segle v aC fins al segle iv, des d'Heròdot fins a Zòsim, passant per Tucídides, Posidoni, Polibi i d'altres. En total, Jacoby, als Fragmente der griechischen Historiker, identifica 856 historiadors grecs, inclosos els mitògrafs i cronistes locals.
El concepte d'historiografia naix a Grècia, tot i que s'accepta que abans ja hi havia una concepció històrica a Orient, un desig de permanència de tot allò realitzat. Ara bé, aquesta concepció històrica primitiva és una simple transmissió de dades històriques que, com les llistes reials de l'antic Egipte, manquen de l'anàlisi històrica que es fa ara, sense negar per això el seu gran valor documental.
Es considera Heròdot el primer historiador, tant en l'actualitat com en l'antiguitat. Tucídides establí després la base racional i metodològica d'una historiografia nascuda com a reacció davant la irracionalitat de la mitologia grega. Prèviament, Hecateu de Milet havia atenuat l'aspecte sobrenatural, però la separació total no se'n produeix fins a Tucídides. Heròdot concep la seua Història com un mitjà d'evitar l'oblit d'allò que mereixia ser recordat. En l'antiga Grècia es veia també la història com un mitjà de mostrar exemples, tot i que no models d'esdeveniments futurs. Així mateix, des d'Heròdot els historiadors fan un examen crític del passat i dels fets suposadament esdevinguts. Heròdot així ho expressa en IV, 195, 2: «realment, ignore si això és veritat, simplement consigne el que hi expliquen».
Quant a les fonts, hi havia una preponderància de les fonts orals sobre les escrites. En els orígens de la historiografia era quasi obligat l'ús de fonts orals, perquè a diferència dels historiadors actuals, que es basen sobretot en la recerca de texts, els grecs antics no solien disposar de prou de material arxivístic o bibliogràfic. Quan sí era possible treballar amb els fons de les biblioteques, però, els historiadors van seguir preferint la tradició oral; i fins i tot criticaven els que només treballaven amb fonts escrites com, per exemple, Timeu. Cal tenir en compte que els grecs no solien conéixer llengües bàrbares, per tant, Heròdot no podia entendre per si mateix les cròniques orientals, tot i que tampoc va mostrar interés a conéixer-les. L'elecció de la tradició oral comportava la necessitat de les primeres reflexions quant al mètode històric, com és la crítica de fonts, la seua relació i graduació segons el valor dels testimoniatges replegats. Per això, per exemple, la seua obstinació a mostrar totes les versions reconegudes, malgrat que en considere algunes errònies. La tradició oral també obligava a establir una cronologia que ordenàs els fets aïllats després de recopilar-los. Les fonts escrites quedaren relegades als arqueòlegs o antiquaria, és a dir, a l'estudi dels temps remots.

## Temes
| «                                                                                        | La historiografia grega no s'interessa exclusivament per fets aïllats, sinó pel decurs dels esdeveniments en la seua totalitat. | » |
| — Schrader, Los orígenes de la oratoria y la historiografía en la Grecia clásica, p. 88. | |   |

En la historiografia grega en general se superen els límits de la història local i fins i tot Heròdot va abastar quasi tot el món conegut pels grecs (Ecumene). El tema central en fou la guerra, malgrat que també va haver-hi història constitucional, tràgica, biografies i fins i tot etnografia. L'elecció del tema es fonamentava en el valor dels esdeveniments succeïts i en la informació disponible. Per exemple, per a Heròdot un fet històric tenia valor si no havia de deixar-se que fos oblidat. Tucídides per la seua banda tria la Guerra del Peloponés com a tema central de la seua obra perquè la considera el punt àlgid de la història que va viure. Dins d'aquest gran tema, però, va haver de triar constantment entre temes menors amb total arbitrarietat. Com assenyala Roussel en Els historiadors grecs, l'arbitrarietat obliga Tucídides a vegades a recarregar personatges amb detalls significatius, falsejant-los en part.

### Història contemporània
La historiografia grega és majoritàriament contemporània, això és, sobre la mateixa època en què vivien els historiadors. Això s'explica perquè hi havia més informació sobre temes propers en el temps, sobretot hi havia més testimonis orals, i es preferien aquestes fonts a les escrites. Tucídides, cercant el rigor històric, considerava l'experiència personal com a imprescindible, igual que Polibi. Els mateixos historiadors consideraven més fiables les obres que tractaven sobre l'actualitat. A més, la història antiga grega apareixia molt minsa al costat de l'egípcia, per exemple. Allò viscut per l'historiador ho considerava un moment únic i clau en la història, ja siga la Guerra del Peloponés o l'expansió romana. Ho entenien com el canvi d'una època a una altra, i com a tal calia reflectir-ho.

### L'estudi de les causes de les guerres
Dins de la contemporaneïtat, el tema preferent era la història politicomilitar. Tucídides creia que l'única història veritable era sobre política i guerres. Aquest criteri perdura en els historiadors següents: Xenofont, Teopomp de Quios o Polibi. L'historiador grec, però, s'interessava més pels canvis constitucionals, tot i que ja Heròdot va situar la guerra com el centre de la historiografia. Arnaldo Momigliano, expert en historiografia, planteja que aquest menor interés pels enfrontaments bèl·lics es devia al fet que eren quotidians en el món grec. Momigliano destaca la importància de l'estudi de les causes de cada guerra. Heròdot es remunta als temps més remots per explicar les guerres mèdiques, i cau en el mite. Tucídides hi suposa un avanç en deixar de banda interpretacions mítiques i diferenciar entre causes superficials i profundes (o «més veritables»). Aquest esquema l'amplia Polibi, que distingeix entre el fet inicial que dona inici a la guerra, el pretext per començar-la i la veritable causa.

### Història econòmica i social
En general els autors grecs consideraven els temes economicosocials de molt menor interés que els politicomilitars. Hi havia breus i superficials esments a temes econòmics, però mai es consideraven rellevants per a l'esdevenir històric. Aquesta manca d'interés es veu en la falta d'estadístiques econòmiques en l'antiguitat. Quant a l'estudi de la societat, també era pobre i considerat de poca importància. Fins i tot es considerava degradant parlar sobre les classes més empobrides. A Grècia l'únic autor rellevant que replega informació sobre la societat és el filòsof Aristòtil.

### Ubicació

El món grec a mitjans del segle VI aC

En general, la historiografia grega té un biaix nacional: tracten la major part de les obres d'història grega sense importar massa la de la resta de llocs. Hi ha excepcions com Heròdot, que amb les seues digressions fa una introducció a la història d'Egipte o de Pèrsia, per les quals fou molt criticat i l'arribaren a titllar d'«amic dels bàrbars». D'altra banda, la poca profunditat del treball d'Heròdot a Orient esperonà perquè ells fessen la seua pròpia història, com va fer Manetó a Egipte. Altres autors també s'ocuparen d'Orient, però seguint Alexandre el Gran, com Xenofont o posteriorment Flavi Arrià.
Grècia deixa de ser el tema primordial a mitjan període hel·lenístic, amb el creixent poder romà. El primer a intuir la possible importància de Roma fou Timeu, però és Polibi qui tracta primer el tema amb més profunditat. Del segle i aC i fins a la decadència final de la historiografia grega, la història sobre Roma fou el tema dominant i, segons alguns autors, era aquesta manca de renovació una de les causes d'aquesta deterioració.

#### Cròniques locals
Tant alguns autors antics (Dionís d'Halicarnàs) com moderns (Wilamowitz) han defensat que els cronistes locals precediren als primers historiadors, com succeí en la historiografia romana. A partir del segle v aC es troben cròniques de ciutats i santuaris. Sense quasi rigor històric, es conceben, en general, per exacerbar l'orgull local, projectant en ocasions el present sobre el passat, distorsionant-lo. Els més coneguts en foren els del segle iv aC.

### Teories cícliques
Algunes obres presenten idees cícliques o de successió d'imperis, com Heròdot quan manifesta que els imperis s'introdueixen sempre en una dinàmica d'expansió insaciable. Malgrat que a vegades s'ha considerat que els historiadors grecs tenien concepcions cícliques del temps històric, sobretot Polibi, Tucídides i Heròdot, Momigliano ho nega rotundament. Per a aquest autor, que Tucídides expressàs que la seua història servia com a model per al futur no implicava cap idea d'etern retorn. Accepta que Polibi és més ambigu, però tampoc presenta cap teoria cíclica.
Era més comuna una visió orgànica de la història, una periodització amb cicles exemplificada en una successió vital: infantesa, maduresa i vellesa. Aquesta era la visió que donava, per exemple, Florus. Altres visions cícliques són les de les edats (argent, bronze, heroica i de ferro) d'Hecateu de Milet, basades en la progressiva degradació, tret del parèntesi heroic, i en acabant un esquema de progrés cultural i tecnològic que abastava des de la barbàrie a la civilització. Aquests esquemes nasqueren abans que la mateixa historiografia i foren després adaptats i perfeccionats pels historiadors. El primer autor grec a plasmar aquest marc fou el poeta Hesíode en Els treballs i els dies.

## Estil i fonts
Schrader n'assenyala tres elements típics principals. Primer, l'existència d'un proemi autobiogràfic en què es remarca la importància del fet a tractar. Aquest proemi apareix ja en Hecateu de Milet. En segon lloc, s'estableix la metodologia històrica, quan l'autor comenta les fonts i quins passos seguirà per explicar la seua història. En tercer lloc, l'articulació de l'obra en parts narratives i discursives. Aquests discursos solen ser invenció dels autors, tot i que atenint-se al sentit original. Hi ha també altres elements típics menys comuns i més variables, com ara les escenes tipificades en la narració de batalles o les digressions típiques d'Heròdot.
Alguns historiadors com Tucídides o Xenofont es van basar en la seua memòria en descriure fets en què participaren. L'ús de fonts escrites va augmentar en funció de l'increment del material disponible.
L'elecció de les fonts, quan hi havia més d'una amb continguts contradictoris, es feia seguint-ne la més probable. Aquesta elecció no té per què significar una creença que aquesta versió és la certa i així ho afirma Heròdot, que a vegades es limitava a donar diverses versions sense preocupar-se de la seua validesa.

## Situació de l'historiador
Els historiadors grecs no obtenien cap benefici social del seu treball. La majoria eren expatriats o exiliats, com ara Tucídides d'Atenes o Heròdot d'Halicarnàs, la qual cosa contrasta amb la posició dels historiadors romans, que pertanyien a l'elit dominant. Aquesta situació, però, donava més llibertat de crítica als autors grecs, i n'hi hagué pocs casos de persecucions. El més conegut n'és el de Cal·lístenes d'Olint, que va ser manat executar per conjurar contra Alexandre el Gran. Dins de la historiografia es considerava de menor importància l'antiquaria, que feia referència a l'estudi dels temps remots.
Quant a la transmissió de l'obra, fins al segle v aC al públic se li atreia amb recitals de lectura. Aquest costum va decaure després de Tucídides, que considerava que la seua obra era feta per romandre en el futur. Les lectures van tornar a fer-se molt comunes en el període hel·lenístic com una manera de presentació de l'obra. També eren una sustentació econòmica per a la tasca historiogràfica. En aquesta època no hi havia llibres com en l'actualitat, s'escrivien sobre papir que s'emmagatzemava en rotlles. La lectura era difícil, ja que no es marcaven ni els començaments de capítol ni paràgrafs i no se solien separar les paraules. Com cada obra es copiava a mà no hi havia massa disponibilitat dels texts historiogràfics. Hi ha constància de l'existència d'algunes botigues de llibres, però eren petits negocis familiars sense circulació a escala comercial.

## Història

### Orígens
| «                                            | El descobriment de l'altre, l'exotisme, més que una espècie de consciència nacional, és en l'origen de les primeres reflexions històriques. | » |
| — Roussel, Denis. Los historiadores griegos. | |   |

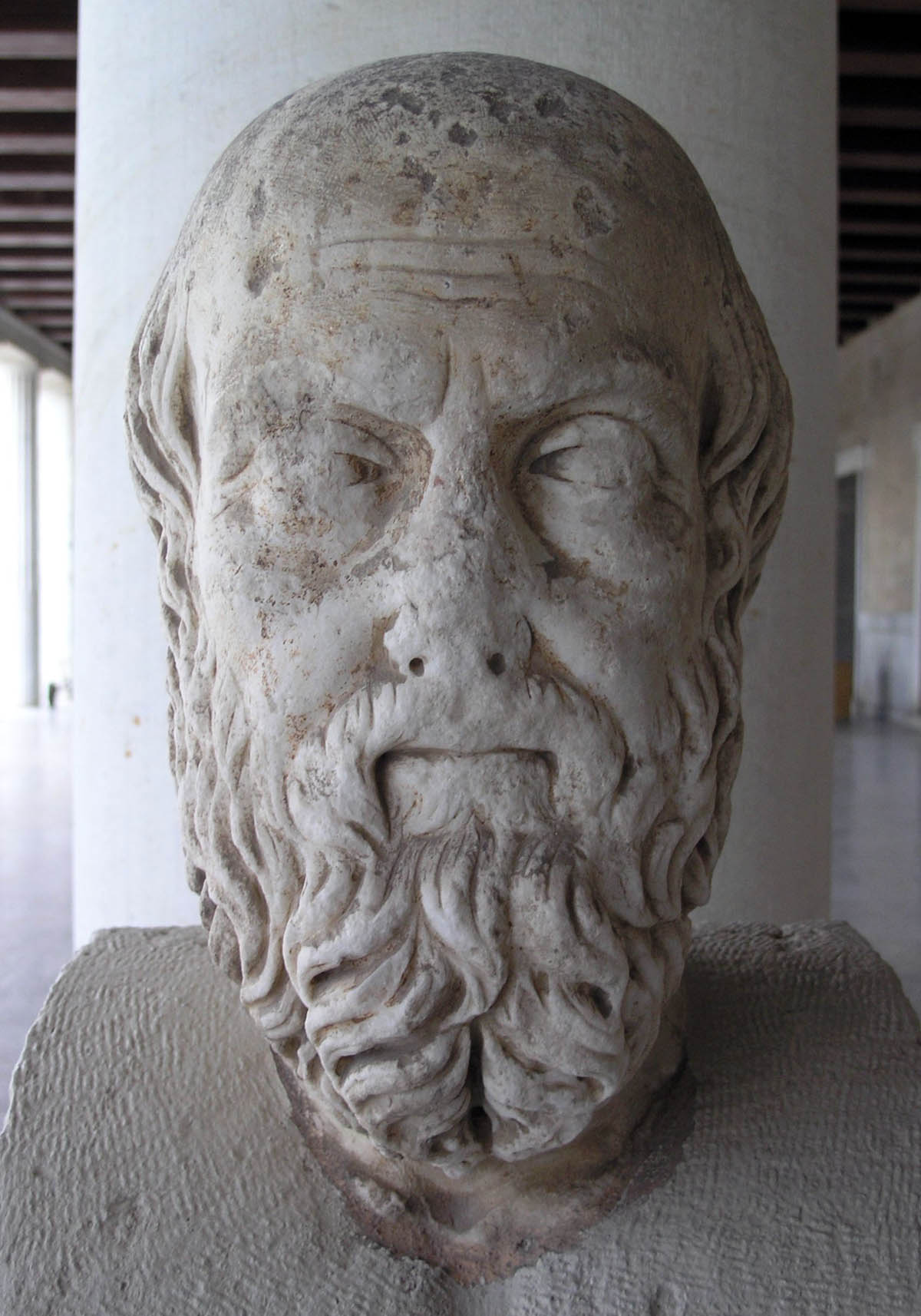
Bust d'Heròdot a Atenes

La historiografia grega naix al segle v aC amb Heròdot. Per a alguns autors, és un naixement tardà pel major pes del mite i la manca d'interés per descobrir uns orígens més racionals. Abans ja hi havia texts de caràcter històric, però segons Bravo, entre d'altres, no són fonts historiogràfiques perquè no tenen esperit crític. Per a Burrow, aquestes primeres descripcions històriques són històries locals sobre els seus suposats orígens. Schrader determina tres elements definitoris de la historiografia grega:
- El mite i la literatura arcaica. La història primitiva arcaica la constituïen els relats llegendaris, i és Homer l'exponent d'aquest període. Tot i que es rebutja que siga un «primer historiador», alguns autors el consideren «possibilitador» de la historiografia posterior.[36] Altres li rebaixen importància: el consideren precursor de la cronografia i que amb ell naix la concepció de successió cronològica.[37] La presència del mite comença a reduir-se amb Hecateu de Milet en constatar la llarga història oriental en comparança amb la història grega.
- L'afany explorador i investigador que donaria origen als periples.
- El naixement d'una concepció racional del món que duu al sorgiment d'una geografia representativa o cartogràfica. D'altra banda, possibilita la substitució del mite per esquemes racionals, amb el sorgiment dels logògrafs. A més, ajuda al naixement de la historiografia una necessitat d'afirmació personal, en crear-se genealogies que rastrejaven els avantpassats de les famílies. Entre els logògrafs destaquen Cadme de Milet, Hel·lànic de Mitilene i sobretot Hecateu de Milet.[38] A més es feren annals rudimentaris, com la relació cronològica dels vencedors dels jocs olímpics d'Hípies.

Altres autors consideren fonamental per al naixement de la historiografia grega la influència oriental. El contacte amb l'Imperi persa fa conscients els grecs del que els envolta i de la seua herència cultural, la qual cosa representa un estímul per explicar la seua història. Es deixa, doncs, en un segon grau la importància d'una consciència nacional per al sorgiment de la historiografia.

#### Heròdot

Possible visió del món segons la Història d'Heròdot

Els seus successors el consideren «pare de la història» i el «major mentider». En l'actualitat està millor considerat i, tot i que amb reserves, se'l considera fiable. Els seus crítics en l'antiguitat el feien amic dels bàrbars, i qualificaven els seus escrits d'històries interessants, però alienes a la veritat.
Heròdot naix entre els anys 490 i 480 aC, en una família notable d'Halicarnàs. Implicat en una conjura, s'hagué d'exiliar i marxà primer a l'illa de Samos i després recorregué el món conegut: va reflectir aquest pelegrinatge en la seua obra. No és segur el lloc de la seua mort, esdevinguda al 425 aC, tot i que en la Suïda es fixa a Turis.
Una sèrie de característiques fan de l'obra d'Heròdot un fet nou: és un autor personal definit i el que narra és resultat d'una recerca. Els déus no tenen cabuda en la historiografia, si més no de manera directa o personal. Per a Schrader, l'obra d'Heròdot es compon d'una història de Lídia, una història de Pèrsia i una història de les guerres mèdiques. La seua Història, dividida en nou llibres en la biblioteca d'Alexandria, s'articulava amb un criteri ternari. I cada passatge s'articula en tres parts: una introducció, una digressió i el relat de l'episodi, amb possibles digressions afegides en algunes parts. La mateixa recerca d'Heròdot tenia un criteri ternari.
La Història es basa principalment en les fonts orals i en cas d'obtenir diferents versions, exposava les que més fonament tenien perquè cadascú hi triàs. Quant a les fonts escrites, en destaquen tres grups: les dades aportades per poetes; inscripcions, llistes oficials i administratives i oracles; les informacions de logògrafs i literatura de l'època. El desconeixement de l'idioma d'algunes inscripcions i llistes oficials feia que a vegades Heròdot cometés errors en la interpretació per una mala traducció. Quant a influències d'autors anteriors, la crítica distingeix uns trenta passatges basats en Hecateu de Milet. Són remarcables també les seues descripcions geogràfiques i etnogràfiques, sobretot per la seua experiència com a viatger.

#### Altres historiadors menors
Les úniques obres que es poden considerar històriques a la primeria i mitjan segle v aC provenen dels logògrafs. Es coneixen gràcies a la compilació de Dionís d'Halicarnàs i d'altres autors com Plutarc. En aquest segle en destaca Hel·lànic de Lesbos. La seua importància es palesa en el fet que és esmentat per Tucídides i, tot i que siga un esment crític, només a ell i a Heròdot té la consideració d'esmentar-los. Tucídides assenyala que Hel·lànic és l'únic que tracta la història recent d'Àtica, malgrat que sense exactitud cronogràfica i de manera massa breu. Hel·lànic, que va escriure sobre la història d'Atenes, fou un precursor de les cròniques locals d'història contemporània, i superà a Heròdot en qüestions de cronologia.. El darrer logògraf conegut va ser Ferecides, que va morir l'any 400 ae, i era més mitògraf que historiador. És seva la versió més antiga que es coneix del mite de Procris.

### Tucídides

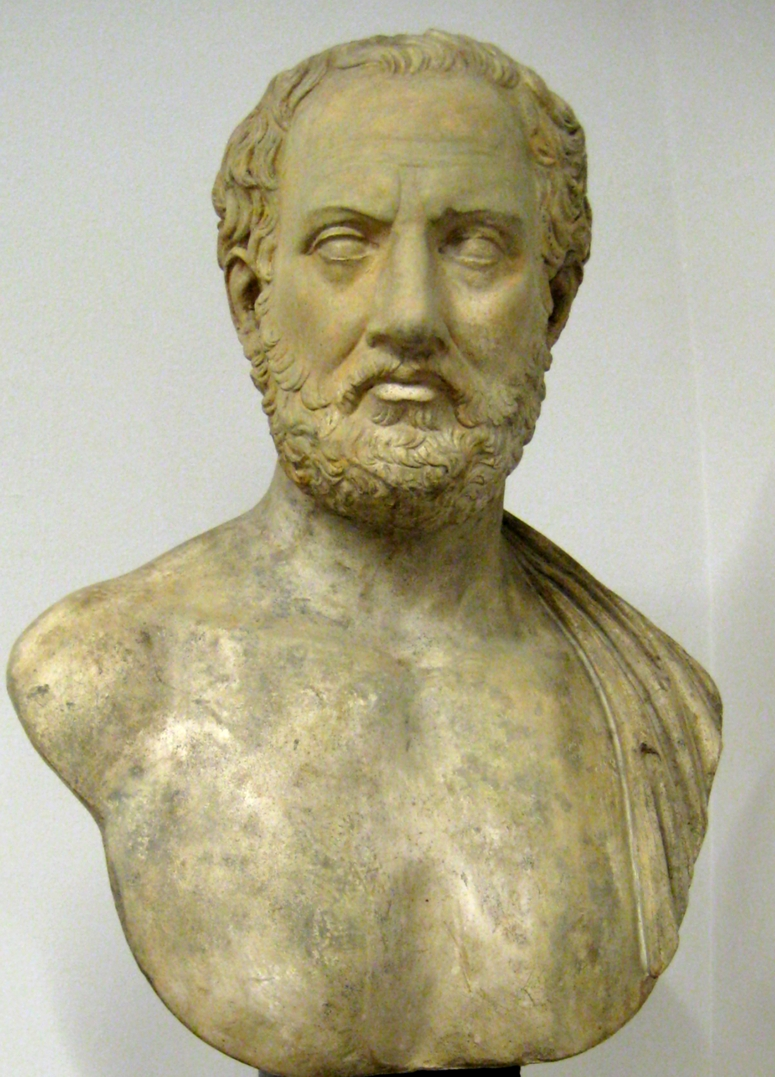
Tucídides d'Atenes

Tucídides naix a l'entorn del 460-455 ae a Atenes, en una família noble amb concessions de mines. És possible que en iniciar-se la guerra contra Esparta, Tucídides hi participàs. Al 424 aC és triat estrateg i davant una derrota militar fou considerat culpable, i va haver d'exiliar-se. Degué morir al 398 aC. Aquesta data està d'acord amb l'afirmació d'Ammià Marcel·lí (Vita, 34) que Tucídides va morir en la cinquantena. Alguns investigadors moderns neguen el seu exili i ho veuen com una mostra de la intromissió posterior de Xenofont en l'obra de Tucídides.
El seu treball ha arribat a l'actualitat sense nom definit i dividit en vuit llibres, però se sol conéixer com Història de la Guerra del Peloponés. L'obra restà inacabada, en sorprendre la mort a Tucídides. El moment en què escriu aquesta obra ha generat un intens debat historiogràfic, denominat la «qüestió tucidídia». La discussió es basa en dues teories: l'analítica i la unitària. La primera proposa que l'obra l'escrigué en diverses fases, mentre que la segona, que s'ha imposat en l'actualitat, afirma que l'escrigué de manera continuada, i es debat en quin moment va començar Tucídides a escriure-la.
La seua obra suposa un avanç en distingir les causes polítiques de la guerra en causes «superficials» i «veritables o la raó profunda». Hi rebutja qualsevol intervenció divina, i es distancia així d'Heròdot. Tucídides mostra la guerra com a inevitable i en considerava la raó profunda el temor d'Esparta al poder atenés, i això s'ha denominat, ja al segle xxi, el "parany de Tucídides". Alguns investigadors consideren que l'estudi de les causes de Tucídides era encara poc elaborat i només assenyalava els sentiments profunds dels pobles. Tucídides amb prou feines va influir en els historiadors immediatament posteriors, però al llarg dels segles esdevingué un model i amb ell s'inicia el llenguatge històric, amb el seu argot particular, que imitaran historiadors romans com Suetoni o Tàcit.
Quant a les fonts, igual que Heròdot, fa servir sobretot fonts orals, tot i que també fa ús d'inscripcions per conéixer xifres exactes, que en cas que no conegués no s'inventava. Ell mateix assegura fer una selecció crítica dels informes orals, i aprofita haver viscut molts esdeveniments com a testimoni directe.

### Historiadors delsegleivaC
Malgrat que en aquest segle hi ha més d'un centenar d'historiadors, amb prou feines se n'han conservat fragments o algunes cites de la majoria. Només de Xenofont s'ha conservat l'obra completa, per l'alta consideració que tenien els seus escrits en l'antiguitat, i això contrasta amb el poc reconeixement dels investigadors actuals. En aquest segle tenia més èxit la filosofia, que no s'interessava pels treballs històrics ni per les metodologies rigoroses. En aquest context queden els treballs històrics de Plató en què desdibuixa la separació entre realitat i mite, i s'inventa fins i tot l'Atlàntida. Altres historiadors d'aquest segle són Teopomp de Quios, Èfor i Ctèsies de Cnidos.

#### Xenofont i l'Hel·lèniques d'Oxirrinc

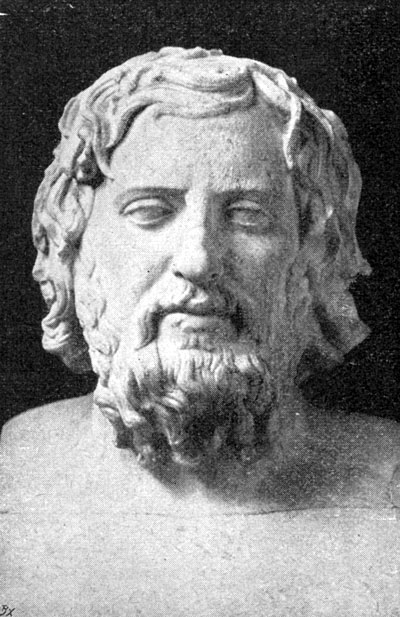
Xenofont, bust a Berlín

Naix el 431 ae a Atenes, al si d'una família acomodada. De les seues obres destaca la continuació de l'obra inacabada de Tucídides, les Hel·lèniques. També feu una biografia de Cir II el Gran, la Ciropèdia i l'Apologia de Sòcrates. Escriu també l'Anàbasi, en què narra l'expedició militar de Cir el Jove contra Artaxesxes II de Pèrsia. Xenofont participà en aquesta expedició. L'Anàbasi contrasta amb les obres anteriors sobre la història grega per centrar-se un període curt i en un sol personatge, el mateix Xenofont.
Les seues diferències amb Tucídides són importants; per exemple, recupera la influència divina en les Hel·lèniques. El seu estil és pessimista, amb molta retòrica i poca metodologia històrica. Tot i ser considerat un historiador menor, el seu estudi és fonamental per a la conservació de totes les seues obres, i és la base de moltes teories historiogràfiques sobre aquesta època.
Xenofont no fou l'únic continuador de l'obra de Tucídides. A més d'unes Hel·lèniques poc conegudes de Teopomp, hi ha les denominades Hel·lèniques d'Oxirrinc. Durant el segle xxi s'anaren descobrint a Oxirrinc uns papirs que contenien aquesta història. Segons Lérida, la principal característica és la manca d'estil, però combina una correcta objectivitat i presentació dels fets, que els fan una font més fiable que Xenofont. La identitat de l'autor d'aquests papirs no és clara: per a molts investigadors podria ser Cratip d'Atenes. També es pensa en Teopomp, a part d'altres opcions menys plausibles com Èfor, Androció, Anaxímenes o Dèmac.

#### Teopomp
Naix a Quios al 380 ae; se'l considera el millor historiador d'aquest segle. Tot i que s'ha perdut la seua obra, queden molts fragments copiats per altres autors. De l'obra més primerenca, les Hel·lèniques, a penes resten fragments. És una continuació de l'obra de Tucídides, considerada de poca importància i pròpia de la maduresa de Teopomp. Des dels inicis, s'hi aprecia la influència d'Heròdot, Isòcrates i Antístenes.
La seua obra més important són les Filípiques, coneguda pels nombrosos fragments en obres d'altres autors. Teopomp fou el primer historiador que va notar l'exhauriment de les tesis de Tucídides i el canvi d'escenari per l'accés al poder de Filip de Macedònia, en què desapareix la principal lluita entre Esparta i Atenes. En les Filípiques combina la crítica moral a Filip pel seu capteniment, que el dugué a ser assassinat, amb lloances a les seues accions polítiques com a defensor del panhel·lenisme. També manifesta el seu odi per la democràcia i les institucions ateneses, perquè les considera culpables de la degeneració de les societats.

#### Altres historiadors

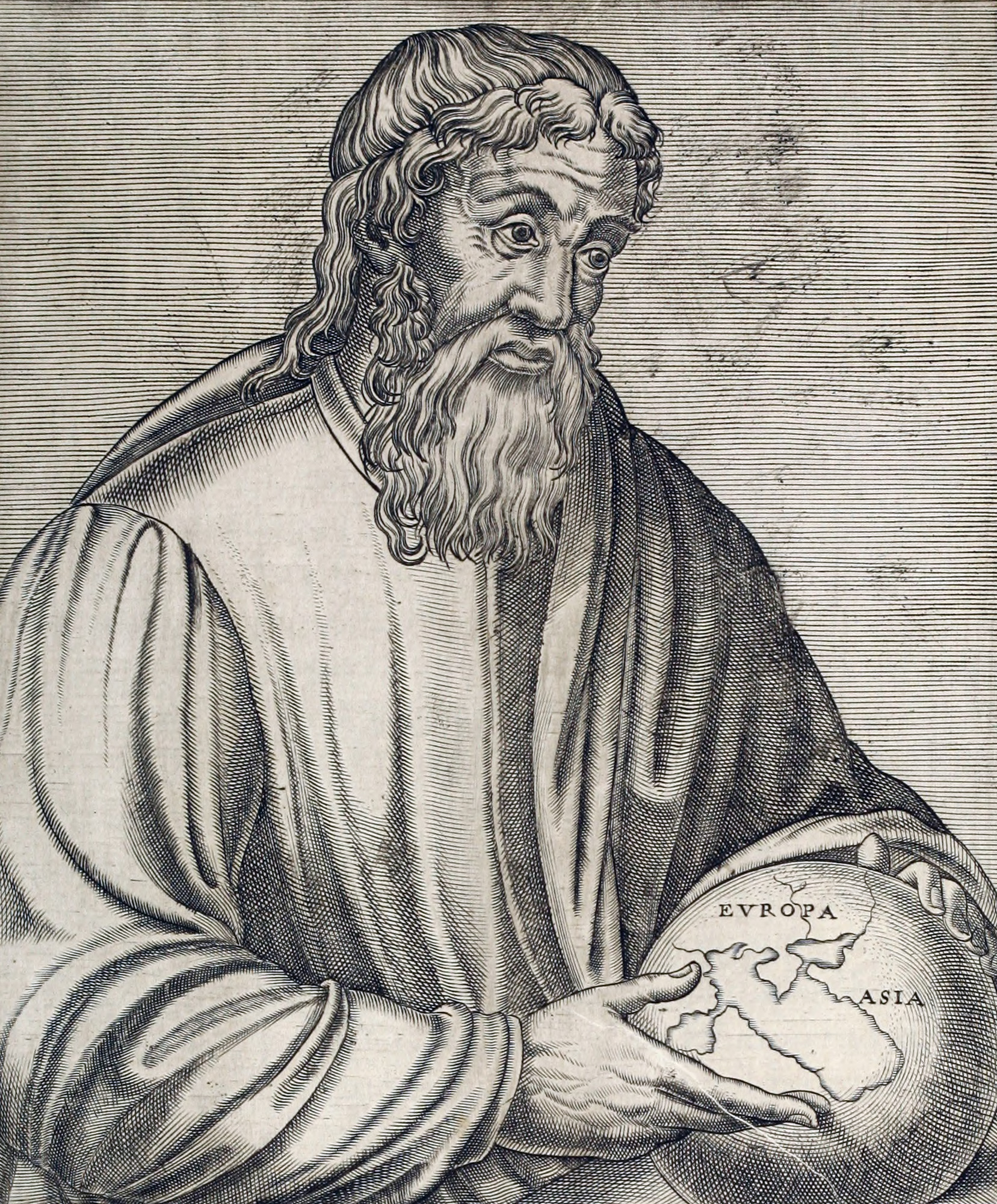
Gràcies a Estrabó, ací segons un gravat del, es coneixen autors com Èfor o Posidoni

Entre la resta d'historiadors destaca Èfor que, tot i que la seua obra continue perduda, fou citat i plagiat per Diodor i Estrabó entre d'altres. Escriguéuna Història en trenta llibres, una història general del món grec, del segle xi aC fins al 340 ae, que lloà Polibi com a primera història universal. La seua obra fou molt influïda pels conceptes retòrics d'Isòcrates, del qual fou deixeble. Això es reflecteix en els seus discursos, totalment inventats. A més manifesta un prejudici que el duia a acusar Heròdot de «filobarbarisme» per explicar la història d'àrees alienes a Grècia.
Altres autors foren Filist de Siracusa i Ctèsies de Cnidos. El primer va escriure una Història de Sicília des dels orígens fins al final de la Guerra del Peloponés, un estudi sobre Dionís el Vell i un apèndix sobre el seu fill el Jove. De la seua obra sols resten petits fragments en cites d'altres autors, i era en l'antiguitat molt reconegut. Ctèsies escrigué Persica i Indica. Destaca per les furioses crítiques a Heròdot acusant-lo de mentider, la qual cosa no impedí que el plagiàs quan escrigué sobre períodes llunyans. Agradava pel seu exotisme als seus contemporanis, però és alié a la metodologia històrica.
A més, en aquest segle destaquen els relators de la història de l'Àtica. En perdre Atenes el seu poder, reviscolà un interés pels temps passats: autors com Clidem, que va escriure Atthis en quatre llibres, o Androció, que publicà una altra obra amb el mateix nom. La característica principal n'era un patriotisme tradicionalista. També hi hagué historiadors que van seguir Alexandre el Gran i van transmetre el seu periple. Aquest seguici d'historiadors arxivà tot el que succeïa en unes Efemèrides dirigides per Eumenes de Càrdia i Diodot d'Eritrea. Alguns historiadors narraren la biografia d'Alexandre: Cal·lístenes d'Olint, que fou condemnat a mort acusat de conjura; Ptolemeu I Sòter després de la seua coronació a Egipte, i Aristòbul de Cassandria. Aquests dos darrers es consideraven en l'antiguitat la font més fiable.
En acabant, cal esmentar la influència d'una filosofia en auge sobre la historiografia. La història es considera un mitjà per mostrar la filosofia. Així ho fa Plató, i divideix la història en una era anterior al diluvi i una etapa postcataclisme. Així pot «inventar» tota una història del món anterior, del qual no resten proves físiques, mostrant-lo com el seu model polític. Sobre el món postcataclisme també fa una història, aprofitant-la per a les seues motivacions filosòfiques, presentant-hi un quadre pessimista.

### Període hel·lenístic
Des del començament d'aquest període, la historiografia perd el seu caràcter polític, i s'orienta cap a la superficialitat i la ficció novelesca. El nombre d'historiadors és molt alt, i en destaquen per la metodologia i transcendència Polibi, Posidoni i Timeu. A més, és el període de la «historiografia tràgica», representada per exemple per Filarc. Aquest tipus d'historiografia és el més representatiu del moment, i realça més el valor literari que la historiografia en si. Aquests historiadors foren molt criticats per Polibi, doncs pensava que els recursos tràgics obstruïen la cerca de precisió i veracitat. També destaca per la magnitud de la seua obra Diodor de Sicília, que realitza una antologia de la historiografia anterior en la Bibliotheca historica, formada per 40 llibres, que tracta des del remot univers mític fins a les campanyes de Cèsar a la Gàl·lia. En ser un resum, és una obra, segons Grant, superficial i poc original, tot i que destaca pel rebuig a introduir discursos en la trama.

#### Timeu
Era natural de Sicília, però s'hagué d'exiliar a Atenes, i hi va romandre uns cinquanta anys, on es donà a conéixer per les seues dures crítiques, i fou sobrenomenat «Timeu el denigrador». Va morir a Sicília al 260 ae. És considerat l'historiador més destacable dels començaments del període hel·lenístic. Escrigué Història siciliana, de trenta-vuit llibres i, al final de la seua vida, una història de Pirros. Fa un ús majoritari de les fonts escrites, i això li valgué dures crítiques de Polibi, el seu major detractor. Va tenir altres crítics com Polemó d'Atenes, que escrigué Contra Timeu al segle ii aC.
L'obra de Timeu resta perduda. Malgrat les seues crítiques es coneix sobretot per Polibi. Així, en la Història siciliana, hi havia una introducció de cinc llibres i abans de la part narrativa un llibre dedicat a la naturalesa de la història. La resta del llibre es dedica a la història siciliana, amb al·lusions a la Magna Grècia. Segons Momigliano, els temes principals eren la lluita contra les tiranies i el conflicte entre grecs i cartaginesos.
Timeu introdueix un tema inèdit en la seua obra: la història de Roma. Es creu que, breument en la Història siciliana i més àmpliament en la monografia sobre Pirros, estudia els orígens de la incipient civilització romana. Timeu fou el primer historiador a comprendre l'ascens d'una nova potència. També és notable per ser el primer a establir una cronologia amb el còmput de les Olimpíades.

#### Polibi
Fou el primer historiador grec a tractar el fenomen romà, influït per Timeu, amb profunditat. Naix l'any 200 ae a Megalòpolis. Poc després de la conquesta romana el deporten a Roma amb altres notables de la seua ciutat. Durant la seua estada allí feu amistat amb els Escipió, i va seguir Publi Corneli Escipió Emilià en les seues conquestes. Escrigué unes Històries en quaranta llibres de les quals només se'n conserven quasi complets els cinc primers i la resta són fragments. Tracta la història del progrés romà i abasta des de la Primera Guerra púnica fins a l'any 146 ae, després de la destrucció de Corint i Cartago.
La principal crítica a Polibi és la seua lloança excessiva a la política romana. A tot estirar, veu injusta la invasió de Sardenya, però la considera puntual i no una mostra de la política general romana. També fa crítiques individuals, com a Marc Claudi Marcel, al qual jutja poc prudent, però no hi ha crítica general com pot haver-n'hi contra la política dels estats grecs. Per a Momigliano, això provindria d'una identificació, en part, de Polibi amb l'èxit romà, tot i que no a una capitulació completa.
A Polibi se li reconeix un avanç en l'estudi de les causes dels successos històrics; hi tenia en compte tres conceptes:
- Causa: «conjunt d'operacions mentals que predisposen a actuar una volta feta l'abstracció dels esdeveniments previs».
- Pretext: «el detonant o l'imperatiu ineludible que obliga immediatament a actuar».
- Començament: «sol coincidir amb un succés memorable».

Amb aquest esquema teòric guanyen importància els individus i les seues decisions. Aquest esquema, però, no era del tot sòlid ni vàlid en qualsevol circumstància. Polibi destaca també per les constants al·lusions al seu mètode i a la seua elecció de la història contemporània, justificada segons ell per la constant renovació de la matèria i per la utilitat.

#### Posidoni
Visqué entre el segle ii aC i el segle i aC i es dedicà a molts camps com la geografia i la filosofia. De la seua tasca històrica no es conserva res, però l'utilitzaren molts autors posteriors com Estrabó, Titus Livi, Diodor o Apià. Continuà l'obra de Polibi narrant un període comprés entre el 135 i el 145 ae i la dictadura de Sul·la. Hi destaca la crítica a l'esclavitud, en què arriba a celebrar que els ciutadans de Quios siguen fets esclaus per haver-la introduït prèviament en el món hel·lènic.
Per a alguns investigadors, Posidoni comet el mateix error que Polibi en tractar els romans amb poca profunditat, obviant les diferències culturals entre romans i grecs. Tampoc fa massa crítiques a la política imperialista romana, però sí que és més dur que Polibi, criticant per exemple l'espoli comercial.

### Historiografia en l'època imperial
La historiografia grega no desapareix per la dominació romana. Segons Momigliano, fou l'ascens i consolidació del cristianisme allò que dugué la decadència al món grec i a la seua historiografia. Hi sorgí un nou tipus historiogràfic, la historiografia cristiana. Altres autors, com Roussel, consideren que la historiografia grega no tenia més a explicar i el seu exhauriment era palés després de l'imperialisme romà.
En el període entre el segle I ae i el segle V la historiografia grega manté encara mostres de vivacitat amb autors com Dionís d'Halicarnàs, Apià, Cassi Dió o Flavi Arrià. Com a signe de decadència historiogràfica es multipliquen les obres pseudohistòriques, entre els autors de les quals destaca Pausànies.

#### Història de Roma
A partir del segle i aC Roma esdevé l'imperi més potent del món occidental gràcies a una agressiva política d'expansió. La historiografia del moment no és aliena al poder romà i la major part dels historiadors grecs viatgen a Roma per narrar la història del nou imperi. En una clara diferenciació amb els autors hel·lenístics, els historiadors d'aquest període s'introdueixen més en la manera de vida romana, coneixent el llatí per exemple, tot i que al principi encara no es considera una realitat aliena al món grec. Dionís d'Halicarnàs, en conéixer l'idioma, consulta amb facilitat les fonts originàries: escriu una Història antiga de Roma, composta per vint-i-dos llibres, dels quals es conserven deu. La seua obra mancava d'esperit crític i abusava de la retòrica, però era aliena a la pseudohistòria.
Apià i Cassi Dió també tractaren sobre història romana. El primer escrigué al segle ii una Història romana en vint-i-quatre llibres que comença amb l'arribada d'Enees a Itàlia. Cassi Dió, ja al segle iii, escriu una altra Història romana, demostrant la falta de temes i la repetició en què queia la historiografia grega. En aquest cas, incloïa vuitanta llibres, des de l'època mítica d'Enees fins al segon consolat. En la seua obra és cada vegada més palesa la manca de crítica historiogràfica, és una obra ideada per acontentar més que amb finalitats històriques.
L'únic autor destacable aliè al tema de la història de Roma fou Flavi Arrià. Procedent de l'asiàtica Bitínia, escrigué una història oriental al s. II, l'Anàbasi d'Alexandre el Gran. Té influències d'Heròdot, Tucídides i, en menor mesura, de Xenofont. Malgrat el tema original, Arrià també mostra signes de la decadència del gènere: la seua obra és pobra des del punt de vista científic i cau sovint en l'encomi.

#### Decadència
Hi hagué altres autors menys destacables que són mostres de la progressiva degeneració del gènere i de la derivació cap a la pseudohistòria i la literatura. Alguns en foren Herodià, que va escriure una història de Roma molt específica, després de la mort de Marc Aureli; Publi Herenni Dexip, que se centrà més en els pròlegs que en l'obra en si mateixa; Eunapi de Sardes, autor de Vida de filòsofs i sofistes i una Crònica continuadora de Dexip.
El darrer historiador grec reconegut fou Zòsim, que visqué durant el regnat d'Anastasi I Dicor. Va escriure Història Nova en sis llibres, centrada en les successions imperials. Va atribuir la decadència romana al rebuig dels déus pagans i és comparable quant a la metodologia a Polibi.

## Limitacions
La principal problemàtica de la historiografia grega és la pèrdua de la majoria d'obres. De la majoria d'historiadors només es conserven fragments en altres autors, a vegades sense assenyalar-ne clarament l'origen. S'ha perdut l'obra d'autors com Hecateu de Milet, Ctèsies de Cnidos, Èfor, Teopomp de Quios i molts més. Un altre tipus de limitacions són les estrictament historiogràfiques, referents a l'ús dels historiadors grecs com a font per als autors moderns. Grant hi remarca alguns problemes, com ara: preferència per la qualitat literària sobre la historiogràfica, justificació personal del fet en el passat, influències familiars i polítiques, anacronismes, xovinisme o tendència moralitzadora. El mateix autor conclou que no se n'ha de rebutjar l'ús com a font, sinó ser cautelosos amb la informació que proporciontren, sense deixar per això de poder ser, així mateix, apreciables des del punt de vista artístic.
Sobre les limitacions dels autors grecs, el filòsof francés Châtelet assenyala també la seua deficient cronologia i el rebuig dels fets objectius quan no permeten restaurar un ordre clar: per exemple, en Heròdot hi ha més preocupació per mostrar la magnitud del que s'explica que per determinar els successos d'una època concreta. Châtelet també atribueix les diferències científiques entre la historiografia actual i la grega a la distinta concepció del passat i la temporalitat, perquè els grecs no consideraven els individus subjectes de la història, sinó que tenien la idea d'un «esdevenir còsmic» prefixat.

### Biaixos personals
L'obra dels historiadors grecs no fou aliena a les seues vides. Així, en l'obra de la majoria se'n poden apreciar justificacions d'errors comesos, llacunes o fins i tot invencions. Aquesta tendència serà la tònica general en les autobiografies. Així mateix, són constants les difamacions personals d'enemics de l'autor: Tucídides ataca a Cleó d'Atenes, que va contribuir al seu exili, o Xenofont a Menó. D'aquesta manera cal entendre l'atac de Polibi a Timeu, per tal de consolidar-se com el principal historiador de Grècia i Roma. També existien, però, biaixos personals favorables, com Polibi amb els Escipió. Aquestes deformacions històriques eren ja visibles en l'antiguitat, i el mateix Ciceró hi cridà l'atenció.